# Montelparo
Montelparo é uma comuna italiana da região dos Marche, província de Fermo, com cerca de 964 habitantes. Estende-se por uma área de 21 km², tendo uma densidade populacional de 46 hab/km². Faz fronteira com Force (AP), Monsampietro Morico (FM), Montalto delle Marche (AP), Monte Rinaldo (FM), Montedinove (AP), Monteleone di Fermo (FM), Rotella (AP), Santa Vittoria in Matenano (FM).

## Demografia
| Variação demográfica do município entre 1861 e 2011                               |
|                                                                                   |
| Fonte: Istituto Nazionale di Statistica (ISTAT) - Elaboração gráfica da Wikipedia |

- Commons